# Krajenka (gemeente)
De gemeente Krajenka is een stad- en landgemeente in het Poolse woiwodschap Groot-Polen, in powiat Złotowski.
De zetel van de gemeente is in Krajenka.
Op 30 juni 2004 telde de gemeente 7192 inwoners.

## Oppervlakte gegevens
In 2002 bedroeg de totale oppervlakte van gemeente Krajenka 191,79 km², waarvan:
- agrarisch gebied: 46%
- bossen: 47%

De gemeente beslaat 11,55% van de totale oppervlakte van de powiat.

## Demografie
Stand op 30 juni 2004:
| Omschrijving                   | Totaal | Totaal | Vrouwen | Vrouwen | Mannen | Mannen |
| ------------------------------ | ------ | ------ | ------- | ------- | ------ | ------ |
| eenheid                        | aantal | %      | aantal  | %       | aantal | %      |
| inwoners                       | 7192   | 100    | 3631    | 50,5    | 3561   | 49,5   |
| bevolkingsdichtheid (inw./km²) | 37,5   | 37,5   | 18,9    | 18,9    | 18,6   | 18,6   |

In 2002 bedroeg het gemiddelde inkomen per inwoner 1320,36 zł.

## Administratieve plaatsen (sołectwo)
Augustówo, Barankowo, Czajcze-Leśnik, Dolnik, Głubczyn, Krajenka-Wybudowanie, Łońsko, Maryniec, Paruszka, Podróżna, Pogórze, Skórka, Śmiardowo Krajeńskie, Tarnówczyn, Wąsoszki, Żeleźnica.

## Aangrenzende gemeenten
Kaczory, Piła, Szydłowo, Tarnówka, Wysoka, Złotów